# اچ‌دی ۸۶۷۳
اچ‌دی ۸۶۷۳ یک ستاره است که در صورت فلکی آندرومدا قرار دارد.